# Who Killed The JAMs?
Who Killed The JAMs? è il secondo album in studio del gruppo musicale inglese The Justified Ancients of Mu Mu, pubblicato nel 1988.
Si tratta dell'ultimo album con il nome The Justified Ancients of Mu Mu; infatti in seguito il gruppo si farà chiamare The KLF.

## Tracce
Side 1
1. The Candystore – 3:07
2. The Candyman – 3:29
3. Disaster Fund Collection – 5:38
4. King Boy's Dream – 0:58

Side 2
1. The Porpoise Song – 5:43
2. Prestwich Prophet's Grin – 5:01
3. Burn the Bastards – 5:58